# Muralla

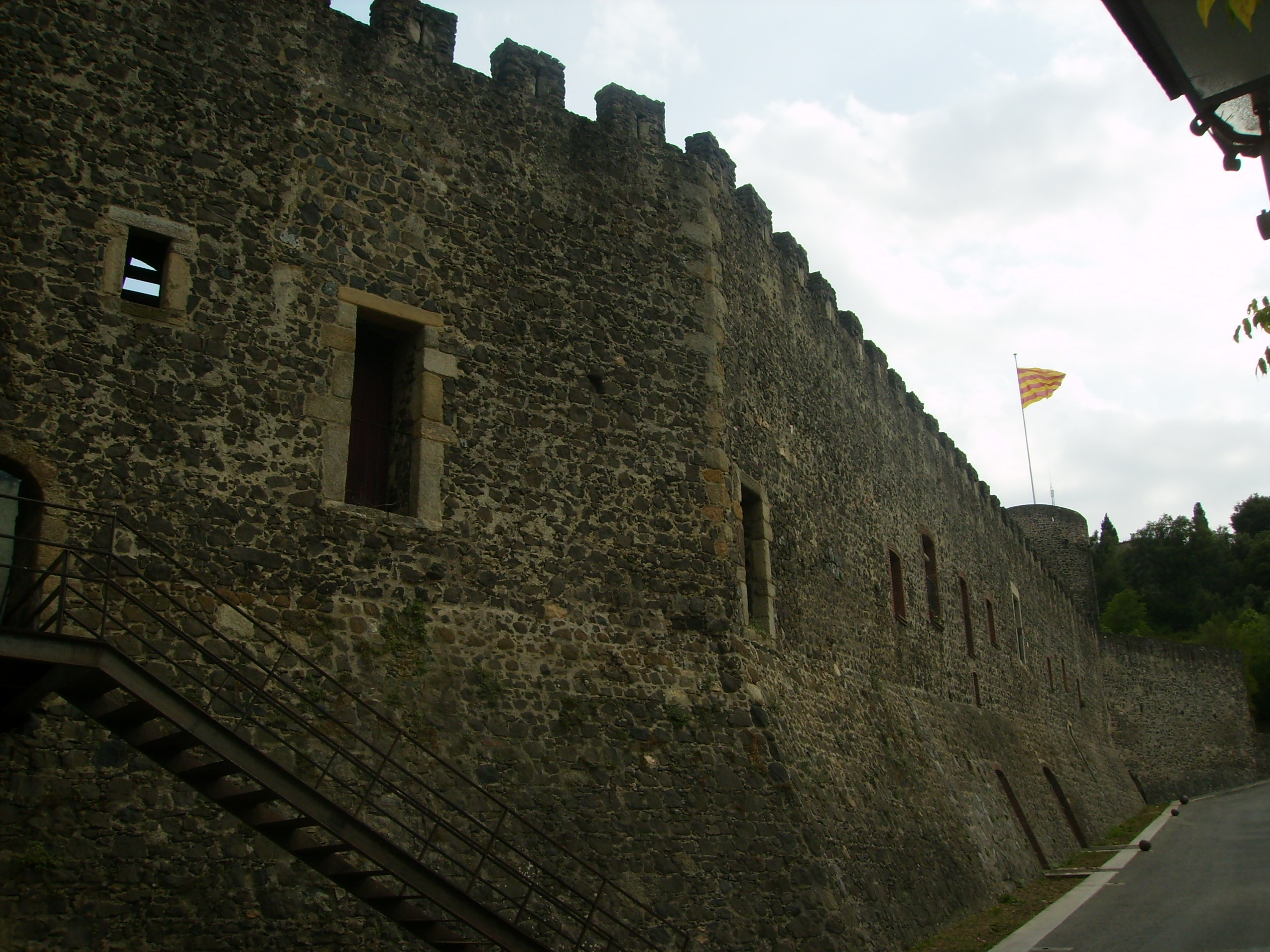
Muralla d'Hostalric

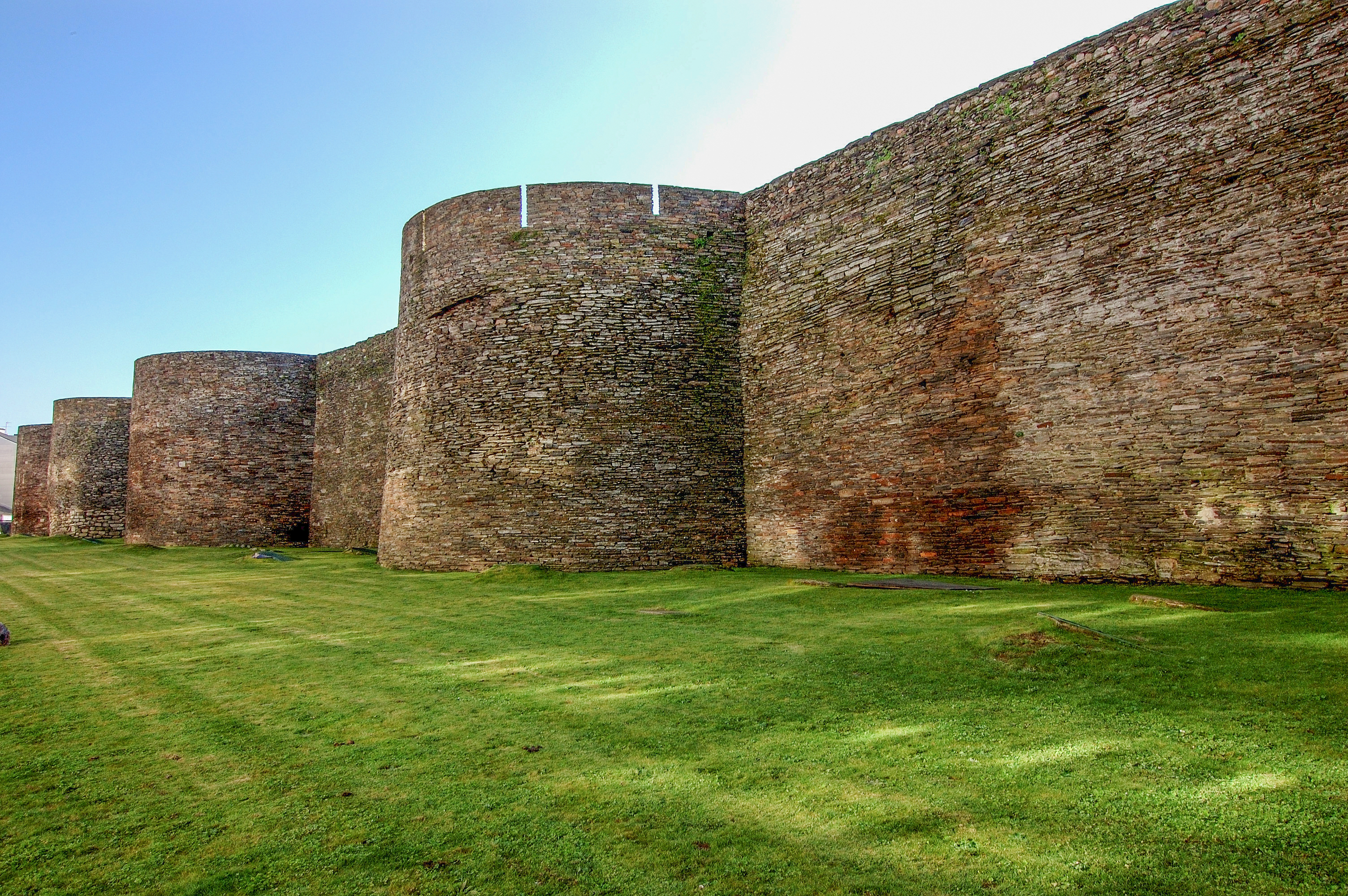
Muralles romanes de Lugo (Galícia), Patrimoni de la Humanitat

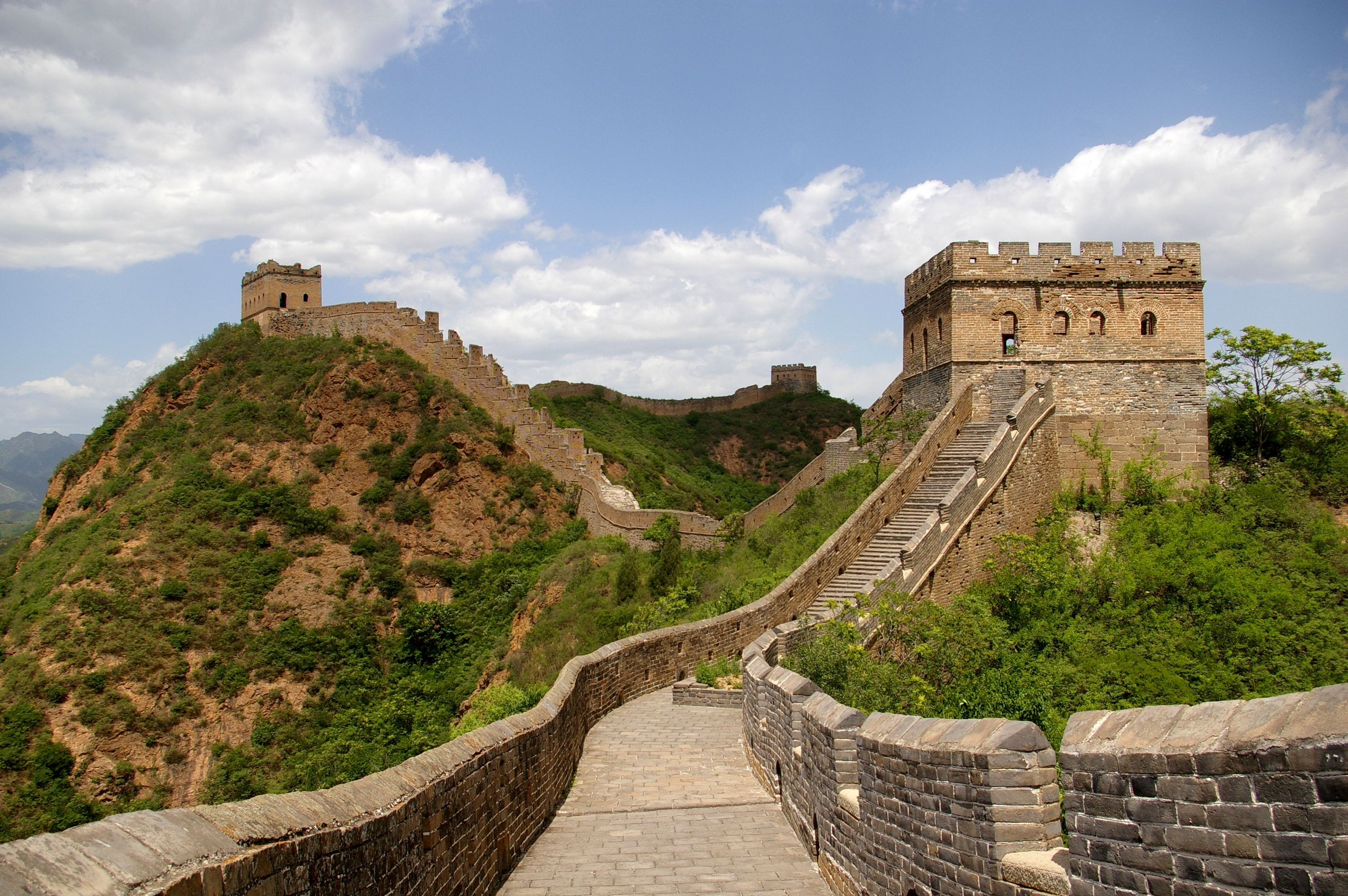
Part de la Gran Muralla de la Xina, Patrimoni de la Humanitat

Una muralla o murada és un tipus de construcció defensiva destinada a la defensa o protecció d'un indret, entorn d'una població o d'un campament militar com la muralla medieval i moderna de Barcelona, encara que també existeixen muralles per protegir regions senceres, com la Gran Muralla de la Xina, la muralla anastasiana, Mur Atlàntic o el Mur d'Adrià.
Les muralles tenen portes, més conegudes com a portals i algunes vegades per torres. algunes muralles es complementaven amb torrasses i fossats per augmentar-ne l'inexpugnabilitat. La zona superior, practicable, es denomina adarb. Les muralles més antigues solen ser obres de pedra, ciment o maó, encara que existeixen variants fetes en fusta en forma de palissada. Depenent de la topografia de l'àrea a protegir es podien incorporar altres elements naturals com rius o costes a la línia de defensa.

## Muralles a l'antiguitat
S'han trobat traces de muralles des de la prehistòria. Servien de defensa militar i reforçaven la divinitat del seu govern i facilitaven la taxació d'impostos al comerç exterior, ostentant la riquesa de la ciutat. Les ciutats amb muralles més antigues que es coneixen son Jericó, cap al 8000 aC i Uruk, cap al 3000 aC.
Durant l'edat mitjana la muralla servia per defensar; per demostrar força i independència política; jurídica (separava els proscrits extramurs); fiscal; conformava un límit físic; i, finalment, servia com a ornament. Mentre les muralles de pedra són les que ens han arribat als nostres dies, la major part de les muralles defensives eren de terra, i les de terra i fusta van ser habituals fins al segle xv. El dret de construir una muralla de pedra en les fortificacions medievals era un privilegi anomenat «dret d'emmerletatge», i es construïen després de barreres de terreny i un fossat, i contenien les mateixes estructures defensives que es trobaven en els castells, i l'obra es finançava amb taxes sobre el comerç, i treball forçat de subdits que havien de dedidar un temps al senyor feudal, així com treball forçat de presoners.

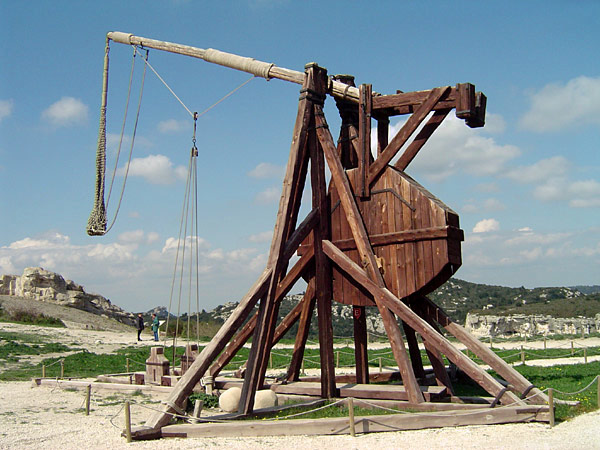
trabuquet al castell dels Baus

Els atacants que volien capturar una vila, ciutat o castell sovint es trobaven amb muralles imponents. Aleshores la manera més efectiva de prendre-la era encerclar-la i tallar les línies de subministrament, i sotmetre als residents per gana. Es podien dur eines com escales, torres de fusta amb rodes o cavar túnels sota el mur per substituir pedres per fusta i cremar-les per desestabilitzar l'estructura. Més endavant es van crear les màquines de setge. El trabuquet era la més eficient abans de l'arribada de la pólvora.

## Les muralles modernes
Amb la utilització de la pólvora contra les muralles a partir del segle xiii, que els turcs van fer servir el 1453 en la conquesta de Constantinoble, al segle xv es va desenvolupar la traça italiana, desenvolupat a la península Itàlica al pas del segle xv al xvi en resposta a l'intent d'invasió francesa de la península. L'exèrcit francès estava equipat amb nous canons capaços de destruir fàcilment les fortificacions medievals, castells amb alts murs que eren un objectiu fàcil per a l'artilleria. Per contrarestar el poder de les noves armes, els murs defensius de les fortificacions es van fer més baixos i amples, construïts generalment amb pedra i sorra que absorbia millor l'impacte dels projectils llançats pels canons. Un altre canvi important en el disseny va ser l'aparició dels bastions i revellins, que van caracteritzar a aquest nou tipus de fortaleses. Per millorar la defensa, els bastions oferien la possibilitat d'efectuar un foc creuat sobre els atacants. Es van construir glacis, terraplens amb un pendent suau construït a la part més exterior de la fortificació envoltant-la totalment, i finalment un fossat, que podia estar ple d'aigua per evitar el minat de la muralla. El resultat va ser el desenvolupament de les fortaleses en forma d'estrella.. Mentre que la muralla medieval tenia diverses funcions, la «muralla de pólvora» tenia una funció específicament militar defensiva. D'altra banda, mentre que la muralla medieval afavoria el comerç a les portes de muralla i mantenia una bona comunicació amb els ravals, la muralla de pólvora aïllava completament la ciutat.

## Desaparició de les muralles, de passeig verd a autopista urbana i…

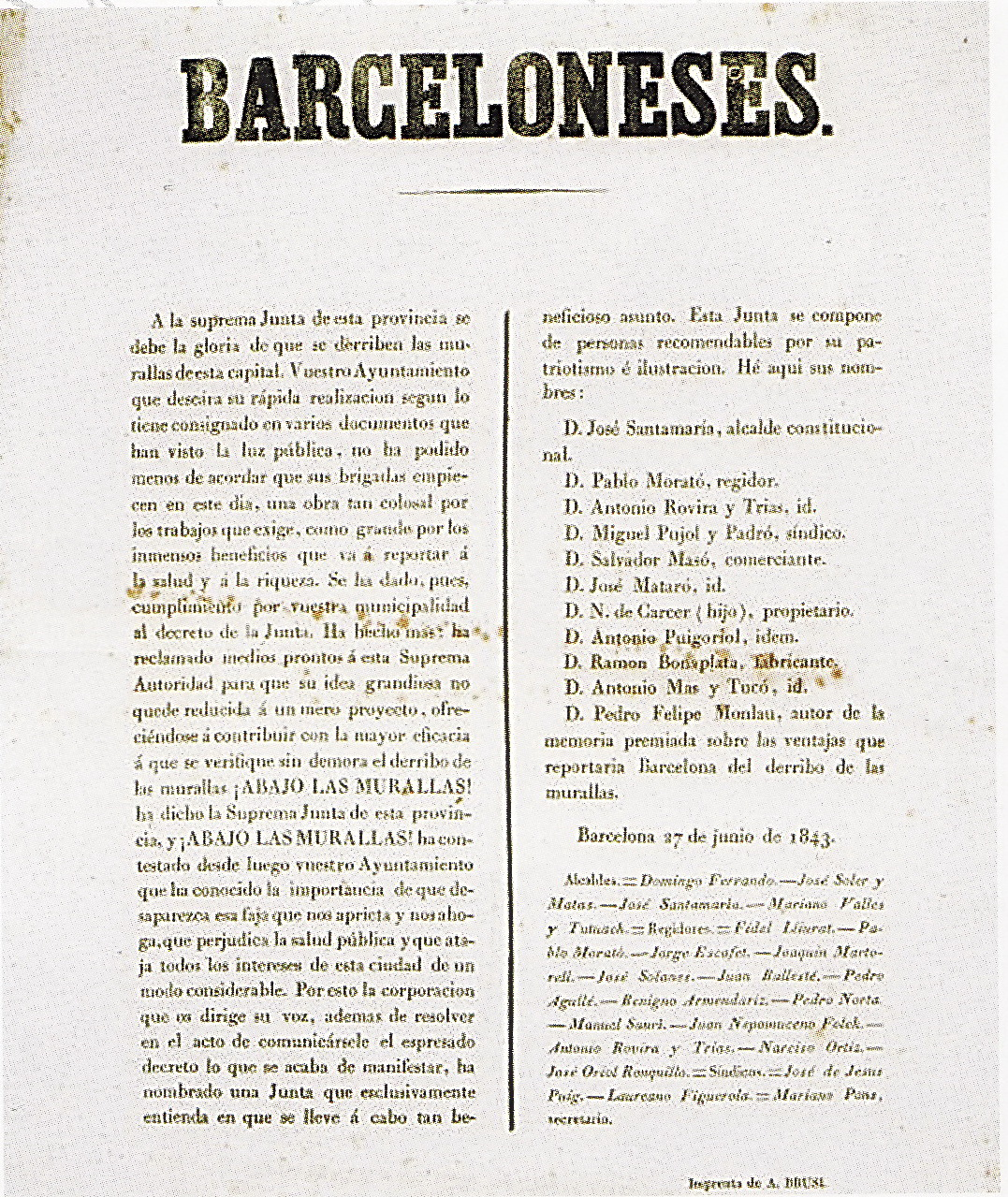
Ban en què es comunica a la població la voluntat d'enderrocar les muralles

El creixement de la població de les ciutats europees així com el fet que havien perdut la funció militar als segles xix i xx moltes ciutats van enderrocar-la i reemplaçar-la per «bulevards», com s'ha fet, entre d'altres a Lleida, Barcelona, Girona i Perpinya. La paraula bulevard, d'altra banda, és una reminiscència de l'antiga funció defensiva. Prové del francès boulevard, que al seu torn és un manlleu del neerlandès bolwerk, que significa ‘fortificació’. Aquests amples passejos verds, concebuts com llocs de lleure, en moltes ciutats es van transformar en autopistes urbanes i pàrquings a la segona meitat del segle xx i els vianants van ser exiliats a voreres estretes. Des del segle xxi moltes ciutats tornen a transformar aquests espais morts en llocs de vida urbana.